# Болоболін Сергій Петрович
Сергій Петрович Болоболін (нар. 28 лютого 1961, Ртищево, Саратовська область, РРФСР, СРСР) — український залізничник російського походження, екс-генеральний директор Укрзалізниці.

## Освіта
1985 — закінчив Ростовський інститут інженерів залізничного транспорту.

## Трудова діяльність
1985 — початок роботи на станції Ясинувата Донецької залізниці
1987 — головний інженер станції Ясинувата
1991–2000 — начальник станції Ясинувата
2001 — заступник начальника Донецької залізниці з перевезень.
2006–2008 — начальник Одеської залізниці.
2008–2011 — перший заступник начальника Донецької залізниці.
З квітня 2011 — перший заступник генерального директора Укрзалізниці
28 січня 2013 — 19 березня 2014 — генеральний директор Державної адміністрації залізничного транспорту України.

## Нагороди
- Орден «За заслуги» II ст. (4 листопада 2013) — за вагомий особистий внесок у розвиток залізничного транспорту, багаторічну сумлінну працю та високу професійну майстерність[3]
- Орден «За заслуги» III ст. (16 липня 2002) — за вагомий внесок у підвищення ефективності використання залізничного транспорту, забезпечення виконання завдань з перевезення вантажів і пасажирів[4]
- Заслужений працівник транспорту України (18 серпня 2009) — за значний особистий внесок у соціально економічний, культурний розвиток Української держави, вагомі трудові досягнення та з нагоди 18-ї річниці незалежності України[5]